# Aleksander Michał Lubomirski (1614-1677)
Pour les articles homonymes, voir Aleksander Michał Lubomirski et Lubomirski.
Aleksander Michał Lubomirski (1614-1677), staroste de Sandomierz (1636), de Zator (1639), échanson de la reine (1641), écuyer de la Couronne (1645), voïvode de Cracovie (1668)

## Biographie
Aleksander Michał Lubomirski est le fils de Stanisław Lubomirski (1583-1649) et de Zofia Ostrogska.
Après l'abdication de Jean II Casimir Vasa en 1668, il soutient la candidature de Philippe-Guillaume de Neubourg. En tant que représentant de la province de Cracovie, il participe à l'élection de Michał Wiśniowiecki en 1669. Il est membre de la Confédération des malcontent en 1672. Il participe à l'élection de Jean III Sobieski en 1674.
Il possède les châteaux de Wiśnicz et Rzemień, 3 villes, 120 villages, 57 domaines agricoles et 7 comtés.

## Mariage et descendance
Il épouse Helena Tekla Ossolińska. Ils ont pour enfant:
- Józef Karol Lubomirski (1638-1702)

## Sources
- (pl) Cet article est partiellement ou en totalité issu de l’article de Wikipédia en polonais intitulé « Aleksander Michał Lubomirski » (voir la liste des auteurs).